# Rynardt van Rensburg
Pour les articles homonymes, voir Rensburg.
Rynardt van Rensburg, né le 23 mars 1992, est un athlète sud-africain, spécialiste du 800 mètres.

## Biographie
Troisième des Universiades d'été de 2015, il remporte la médaille de bronze lors des championnats d'Afrique 2016, à Durban, devancée par le Botswanais Nijel Amos et le Sud-africain Jacob Rozani.

### Palmarès
| Date | Compétition            | Lieu    | Résultat | Épreuve | Temps         |
| ---- | ---------------------- | ------- | -------- | ------- | ------------- |
| 2013 | Universiade            | Kazan   | 6e       | 800 m   | 1 min 47 s 70 |
| 2015 | Universiade            | Gwangju | 3e       | 800 m   | 1 min 49 s 30 |
| 2016 | Championnats d'Afrique | Durban  | 3e       | 800 m   | 1 min 46 s 15 |

### Records
| Épreuve | Performance   | Lieu           | Date         |
| ------- | ------------- | -------------- | ------------ |
| 800 m   | 1 min 45 s 33 | Rio de Janeiro | 13 août 2016 |